# Puerto Serrano
Puerto Serrano er en by og kommune i det sydlige Spanien i provinsen Cádiz. Den har et indbyggertal på 6.898 (2024) indbyggere.